# Margarete Bucklin
Margarete Bucklin (Geburts- und Todesdatum unbekannt, aus Petersaurach) wurde 1594 zur Zeit der Hexenverfolgungen im Markgraftum Brandenburg-Ansbach in einem Hexenprozess angeklagt.
Margarete Bucklin war 1594 einen Monat lang wegen Hexereiverdachts gefangen gehalten worden. Sie kam frei, da sie trotz heftiger Folter kein Geständnis abgelegt hatte. 
Außerordentlich in diesem Fall ist, dass hier eine Frau ohne männlichen Beistand selbst aufbegehrte und um ihre Ehre und ihren guten Ruf kämpfte: sie schrieb nämlich – oder ließ vermutlich schreiben – eine Bittschrift an den Markgrafen in Ansbach. Das zeugt in einer so gefährlichen Situation von großem Mut und Selbstbewusstsein und einem ausgeprägten Sinn für Gerechtigkeit. 
Sehr ausführlich schilderte sie in ihrer Bittschrift aus ihrer Sicht die Ereignisse. Dabei gab sie zu, im Zorn manches gesagt oder getan zu haben, was man ihr hätte vorwerfen oder falsch auslegen können. Dennoch hielt sie das Vorgehen des Mannes, der sie denunziert hatte, für völlig ungerechtfertigt. Auch durch die Festnahme, das Verhör und die peinliche Befragung fühlte sie sich ungerecht behandelt. So bat sie den Markgrafen, „er wolle sich ihrer aus Gnaden erbarmen ... und Befehl ergehen lassen, dass jener ihr alle angefallenen Unkosten zurückerstatte und bezahle, sowie auch seine Verdächtigungen ihr gegenüber in aller Öffentlichkeit zurücknehme und erkläre, dass er über sie nichts anderes als Ehrbares, Liebes und Gutes wisse.“
Auf Grund dieser Bittschrift wurde der Denunziant tatsächlich noch einmal vor Gericht befragt. Jedoch fühlte er sich nach wie vor im Recht und wies die Vorwürfe der Margarete Bucklin zurück. Auch er schrieb einen ausführlichen Bericht über das Geschehene und meinte, dass sie keinen Grund habe, sich zu beschweren. Zwischen den Zeilen seines Schreibens ließ er erkennen, was er eigentlich über sie dachte, nämlich dass sie offensichtlich nicht ganz zurechnungsfähig sei. 
Ob Margarete Bucklin letztendlich rehabilitiert wurde, geht aus den Akten nicht hervor. Ihr Prozess endete zwar nicht mit ihrer Hinrichtung, aber mit der Zerstörung der Grundlagen ihrer Existenz.